# Jeanette Loff
Jeanette Loff, de son vrai nom Janette Clarinda Lov, est une actrice américaine née le 9 octobre 1906 à Orofino, (Idaho), et morte le 4 août 1942 à Los Angeles (Californie).

## Biographie
Jeanette Clarinda Loff naît dans l'Idaho de parents d'origine scandinave. Après avoir déménagé dans le Minnesota, puis au Canada, la famille s'installe à Lewiston (Idaho), où Jeanette entre au lycée. Sa famille déménage encore en 1923, pour Portland (Oregon, où elle étudie la musique au conservatoire et où elle trouve un emploi d'organiste dans un cinéma,,.
En 1924 elle épouse Harry K. Roseboom, un représentant. Durant des vacances à Los Angeles, elle tourne un bout d'essai et obtient un petit rôle dans Sourire d'avril (Young April). La société de production de Cecil B. DeMille, en collaboration avec Pathé, lui fait signer un contrat en 1927 et elle tourne dans plusieurs films. Sa famille la rejoint alors en Californie. Elle divorce en 1929,,.
Jeanette est déçue que son contrat avec Pathé ne soit pas renouvelé, mais en 1930 elle signe avec Universal et obtient un rôle dans la comédie musicale La Féerie du jazz (King of Jazz). En 1931, lassée de jouer les ingénues, elle part pour New York et joue à Broadway dans Free for All, qui s'arrête malheureusement après seulement une douzaine de représentations. Elle travaille ensuite avec l'orchestre de Buddy Rogers. En 1933 elle revient à Hollywood en espérant faire un comeback, mais elle ne joue que dans des films à petit budget comme Une femme habile (St. Louis Woman). Elle décide alors de quitter ce métier en 1934 après son dernier film, Un garçon d'un million de dollars (Million Dollar Baby). Elle meurt en 1942 après avoir ingéré accidentellement (?) de l'ammoniac,,.

## Théâtre
- 1931 : Free for All, comédie musicale, livret d'Oscar Hammerstein II et Laurence Schwab, musique de Richard A. Whiting : Mrs Ida Jones

## Filmographie (sélection)

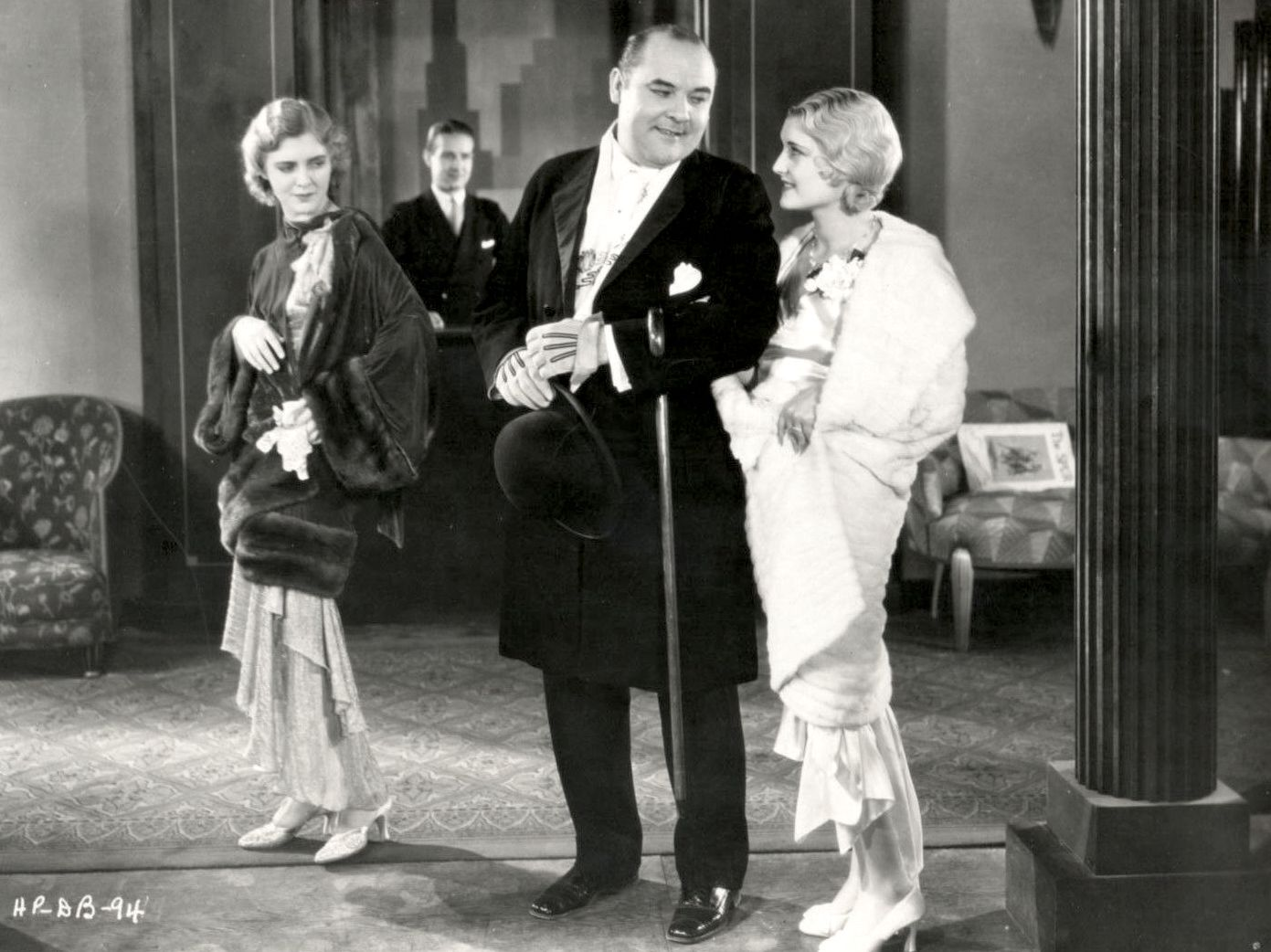
Jeanette Loff dans Party Girl (1930).

- 1926 : Sourire d'avril (Young April) de Donald Crisp
- 1927 : La Case de l'oncle Tom (Uncle Tom's Cabin) de Harry A. Pollard
- 1927 : My Friend from India (en) de E. Mason Hopper : Marion / Ruth Brooks
- 1928 : Hold 'Em Yale (en) de Edward H. Griffith : Helen Bradbury
- 1928 : Annapolis (en) de Christy Cabanne : Betty
- 1929 : The Racketeer de Howard Higgin : Millie Chapman
- 1929 : Les Filles de New York (Party Girl) de Victor Halperin : Ellen Powel
- 1930 : La Féerie du jazz (King of Jazz) de John Murray Anderson
- 1930 : Party Girl (en) de Victor Halperin
- 1930 : Pour le droit et pour l'honneur (Fighting Thru) de William Nigh : Alice Malden
- 1934 : Une femme habile (St. Louis Woman) d'Albert Ray : Lou Morrison
- 1934 : Jours heureux (Hide-Out) de W.S. Van Dyke : une blonde
- 1934 : Un garçon d'un million de dollars (Million Dollar Baby) de Joseph Santley : Rita Ray